# Oslip
Oslip (del húngaro: Oszlop) es una ciudad localizada en el Distrito de Eisenstadt-Umgebung, estado de Burgenland, Austria.
- Datos: Q662682
- Multimedia: Oslip / Q662682

1. ↑  Worldpostalcodes.org, código postal n.º 7064.